# Pera Blanca China
Pyrus × bretschneideri (o Pyrus bretschneideri), la pera ya o Pera Blanca China (en chino, 白梨; pinyin, báilí), es una especie híbrida interespecífica de pera nativa del Norte de China, donde se cultiva ampliamente su fruto comestible.
La evidencia genética molecular reciente confirma alguna relación con la pera siberiana (Pyrus ussuriensis), pero también se puede clasificar como una subespecie de la pera china Pyrus pyrifolia.
Junto con los cultivares de P. pyrifolia y P. ussuriensis, la fruta también se llama pera nashi.  Estas peras muy jugosas, de color blanco a amarillo claro, a diferencia de las peras redondas Nashi ( P. pyrifolia ) que también se cultivan en el este de Asia, tienen una forma más parecida a la de la pera europea (Pyrus communis), estrechas hacia el extremo del tallo. El “Ya Li” (en chino, 鸭梨; pinyin, yālí), literalmente "pera de pato" debido a su forma de ánade real, es un cultivo ampliamente cultivado en China y exportado a todo el mundo. Las peras tienen un sabor similar a una pera Bosc suave, pero crujientes, con mayor contenido de agua y menor contenido de azúcar.

## Etimología y nomenclatura
En el término científico latino 'Pyrus bretschneideri' dado por Alfred Rehder en 1915, el nombre del género Pyrus proviene del latín pirum "pera" y el epíteto específico bretschneideri se deriva del nombre del Doctor Bretschneider de Beijing que había enviado semillas de perales a la Arnold Arboretum ( Estados Unidos ) dirigido por Rehder. Estas semillas germinaron y dieron lugar a árboles de los que Rehder proporcionó una descripción botánica.
La taxonomía de los perales chinos siguió siendo confusa hasta que en 1915 Alfred Rehder identificó 12 especies de perales chinos. En 1937, el taxónomo chino R. Chen presentó la clasificación de Rehder de los perales chinos en su libro Taxonomía de los árboles en China. Actualmente (en 2019), "Flora of China"  reconoce la presencia de 14 especies en China, 8 de las cuales son autóctonas.

## Las especies silvestres

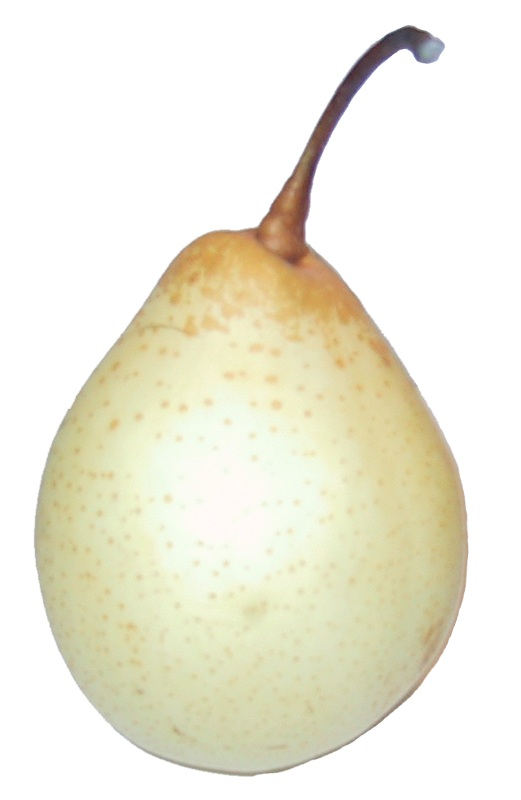
La pera 'Pyrus bretschneideri'.

Según la descripción de "Flora of China" en inglés  (en gran parte del latín original de Rehder, 1915), 'Pyrus bretschneideri' es un árbol pequeño de 5-8 metros de altura, caducifolio. Las ramitas son de color marrón violáceo, robustas y glabras cuando son viejas y pubescentes cuando son jóvenes.
Las hojas llevadas por un pecíolo de 2,5 a 7  cm , son ovaladas u ovalado-elípticas, de 5-11  cm de largo por 3,5-6  cm de ancho, la base generalmente cuneada, los márgenes espinulados-serrulados y el ápice acuminado.
La inflorescencia es un racimo umbeliforme con 7-10 flores de 2 a 3,5  cm de diámetro. En el hipanto cupular, los 5 sépalos son triangulares, acuminados. Los 5 pétalos blancos y ovalados rodean 20 estambres y un ovario con 4 o 5 lóculos, cada uno de los cuales contiene dos óvulos.
La floración tiene lugar en abril y la fructificación en agosto-septiembre. Como todos los perales, el peral Bretschneider es autoincompatible pero compatible con otros árboles de Pyrus, lo que explica su gran heterocigosidad.
El fruto de orujo pequeño de 2 a 2,5  cm de diámetro, es ovoide o subglobular, los sépalos son caducos (no quedan fijos en el fruto). El fruto es orujo, es decir que tiene tanto una parte de fruto verdadero (derivada del ovario ) como una parte de fruto falso (ligada a un crecimiento del receptáculo o hipanto o piridión ). La fruta real constituye lo que se llama el núcleo , mientras que la parte comestible se deriva del receptáculo.
'Pyrus bretschneideri' es un árbol muy resistente, capaz de soportar temperaturas de -15 °C cuando está inactivo.

## Hibridación adicional
Los programas de mejoramiento han creado cultivares que son el producto de una mayor hibridación de P. × bretschneideri con P. pyrifolia.  Según el Código internacional de nomenclatura para algas, hongos y plantas, estos híbridos retrocruzados se denominan dentro de la especie P. × bretschneideri.  cultivar 'PremP109', también llamado 'Prem 109', es un híbrido de este tipo, comercializado con la marca comercial Papple.

## Distribución y ecología
El área cubre el Lejano Oriente de Rusia, el noreste de China y la península de Corea.

## Usos
Este tipo de peras normalmente no se utilizan en pasteles o en jaleas debido a su alto contenido de agua y a su textura crujiente y granulada, muy diferente a las variedades europeas. Se consumen crudas y peladas.

## Taxonomía
Pyrus × bretschneideri fue descrita por Rehder.

## Literatura
- Challice JS, Westwood MN, « Numerical taxonomic studies of the genus Pyrus using both chemical and botanical characters  », Bot Jo Linn Soc, vol. 67, 1973, p. 121-148
- Wu J,..., Zhang S, « The genome of the pear (Pyrus bretschneideri Rehd.) », Genome Res, vol. 23, no 2, 2013
- BaiduBaike, « 白梨（蔷薇科梨属植物） »
- Sedov E.N. Áreas prioritarias de mejoramiento de manzanas y peras en el Instituto de Investigación de Cultivos de Frutas de toda Rusia / E.N. * * Sedov, V.V. Zhdanov, E.A. Dolmatov, N.G. Krasova, ZM Serova // Biología agrícola. Biol. Rast. - 2000. - n.º 5. - P. 3-12.
- Chuiko A.V. Evaluación de híbridos de peras intervarietales de la cría de Jabárovsk en busca de rasgos económicamente valiosos / A.V. Chuiko // informes de VASKhNIL, 1990, n.º 10. - p. 28-31.
- Kazmin G. T.Estudio biológico industrial de portainjertos de manzana, pera, ciruela y albaricoque en el Lejano Oriente / G. T. Kazmin // Selección de cultivos de frutas y bayas en la región de Amur. - Novosibirsk, 1985. - S. 3-17.
- Usenko N.V. Árboles, arbustos y lianas del Lejano Oriente . - Editorial de libros Khabarovsk, 1984. - P. 110-111. - 272 p.